# برد گوری سرتنگ مسن ۱
برد گوری سرتنگ مسن ۱، در شهرستان لردگان و روستای سرتنگ مسن واقع شده است. این اثر در تاریخ ۱۱ مرداد ۱۳۸۴ با شمارهٔ ثبت ۱۲۴۱۶ به‌عنوان یکی از آثار ملی ایران به ثبت رسیده است.